# باول فان دن بيرغ
باول فان دن بيرغ هو لاعب كرة قدم بلجيكي، ولد في 11 أكتوبر 1936 في Saint-Gilles, Belgium ‏ في بلجيكا. شارك مع منتخب بلجيكا لكرة القدم. أما مع النوادي، فقد لعب مع سانت خيلويزي وستاندارد لييج ونادي رويال أندرلخت.

## وصلات خارجية
- باول فان دن بيرغ على موقع الاتحاد البلجيكي (الإنجليزية)
- باول فان دن بيرغ على موقع قاعدة بيانات كرة القدم.إي يو (الإنجليزية)
- باول فان دن بيرغ على موقع ناشيونال فوتبول تيمز (الإنجليزية)
- باول فان دن بيرغ على موقع عالم كرة القدم.نت (الإنجليزية)